# Aaslaug Aasland

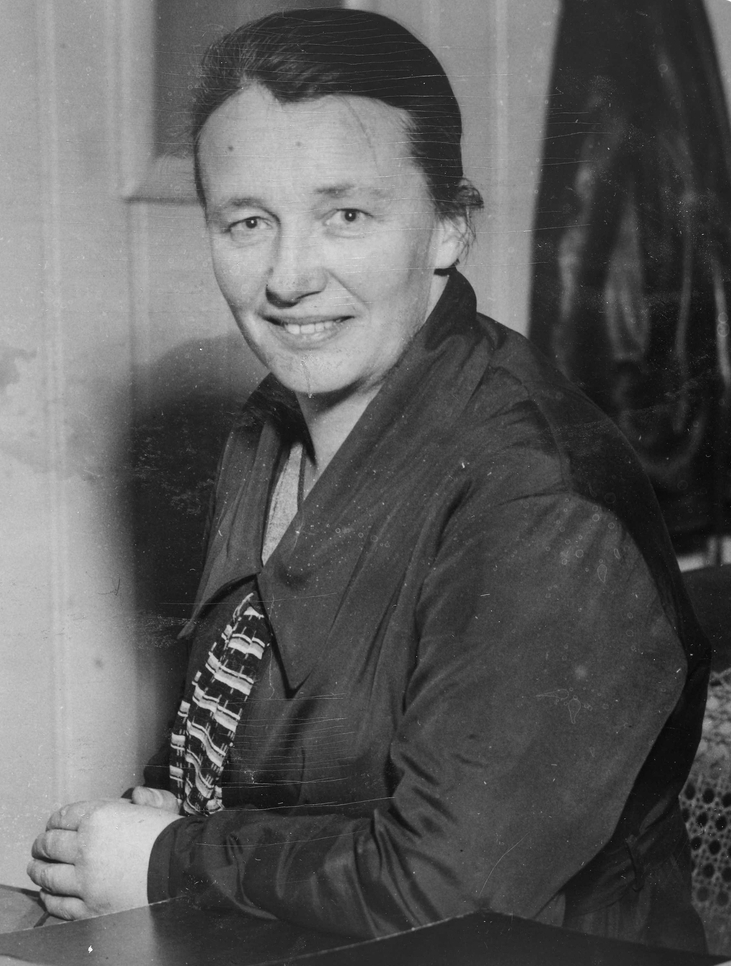
Aaslaug Aasland

Aaslaug Aasland (* 11. August 1890 in Sandnes; † 30. August 1962 in Oslo) war eine norwegische Juristin, Politikerin (Arbeiterpartei) und Frauenrechtlerin.

## Leben
Aaslaug Aasland war die Tochter des Kaufmanns Hans Aasland (1855–1901) und von Hanna Marie Nielsen (1857–1957). Sie gehörte zu den ersten Frauen, die in eines der höchsten norwegischen Staatsämter gelangten. Ein Studium der Rechtswissenschaften absolvierte sie seit 1916 an der Königlichen Frederiks-Universität (ab 1939 Universität Oslo) und schloss es 1922 ab. Als Jurastudentin trat sie der Norsk Kvinnesaksforening (NKF) bei, die seinerzeit von Randi Blehr geleitet wurde, und war in der NKF lebenslang aktiv.
Von 1922 bis 1923 war sie Hilfsrichterin in Alta, einem damals sehr armen und gering kultivierten Teil Nordnorwegens. Von 1924 bis 1931 wirkte sie als Leiterin der Sozialkurse des norwegischen Frauennationalrats, von 1931 bis 1936 als Inspektorin für Frauenstrafanstalten und von 1936 bis 1945 als Arbeitsinspektorin. Dabei erfuhr die sozial engagierte Juristin die Gründe vieler tragischer Schicksale von Frauen und ging daran, den tieferliegenden Ursachen für deren Schwierigkeiten entgegenzuarbeiten. Ferner versuchte sie daran mitzuwirken, den weiblichen Angehörigen der norwegischen Gesellschaft eine gleichberechtigte Stellung in Wirtschaft und Politik zu verschaffen.
Im Zweiten Weltkrieg schloss sich Aasland der Widerstandsbewegung gegen die deutsche Besetzung Norwegens an und war 1945 kurzzeitig Direktorin des Osloer Frauengefängnisses Bredtveit.

### Ministerin
Im November 1945 wurde Aasland auf Vorschlag der Norsk Kvinnesaksforening Mitglied des zweiten Kabinetts des Ministerpräsidenten Einar Gerhardsen. 1948 wurde sie Nachfolgerin des verstorbenen Sven Oftedal als Ministerin für soziale Fürsorge, und damit die erste Frau, die Chef eines Ministeriums wurde. In dieser Funktion legte sie den Grundstein für die Entwicklung des norwegischen Sozialstaates. Daneben war sie von 1945 bis 1947 auch Mitglied des Osloer Stadtrats. 1953 amtierte sie geschäftsführend als erste Frau als Ministerpräsidentin.
Als Ministerpräsident Oscar Torp im Oktober 1953 sein Kabinett umbildete, legte Aasland aus Gesundheitsgründen ihr Regierungsamt nieder; neue Sozialministerin wurde Rakel Seweriin. Im Alter von 72 Jahren verstarb die unverheiratet gebliebene Aasland im August 1962 in Oslo.